# 昭和鉄工
昭和鉄工株式会社（しょうわてっこう）は福岡県糟屋郡宇美町に本社を置くメーカーである。福岡証券取引所単独上場銘柄のひとつである（証券コードは5953）。

## 沿革

### 斎藤製作所
- 1883年 - 福岡県福岡市極楽寺町に斎藤一が「斎藤製作所」を創立し医療機器の製造を始める。
- 1894年 - 暖房配管工事をはじめ、翌年に井水消毒器を発明し、特許を取得。 同年に国産初のギルド放熱器を製作する。
- 1902年 - 東京市京橋区三十間掘（現・中央区）に東京営業所を開設。
- 1916年 - 「合資会社斎藤製作所」に改称。
- 1922年 - 発明品大博覧会にラジエターを出品し、1位入賞。
- 1923年 - 関東大震災で東京本社工場が被災し、閉鎖となったため、福岡工場が本社に。飯田久次郎が社長となる。

### 昭和鉄工
- 1934年 - 昭和鉄工株式会社に商号を改称。
- 1983年 - 創業100周年記念を迎える。
- 1927年11月 - 福岡県糟屋郡箱崎町（現・福岡市東区箱崎五丁目）に工場を建設し、本社を移転。
- 1959年11月 - アサヒ不動産株式会社（現在は昭和トータルサービスに吸収合併）を設立。
- 1960年5月 - 東京都大田区に株式会社昭和鉄工東京製作所を設立。
- 1983年4月 - 本社を福岡市東区箱崎ふ頭三丁目に移転。
- 1988年4月 - 株式会社昭和鉄工東京製作所（提出会社の100％子会社）を吸収合併。
- 1990年12月25日 - 福岡証券取引所へ株式を上場。
- 1995年12月 - 中国大連市に合弁会社大連氷山空調設備有限公司（現・持分法適用関連会社）を設立。
- 1998年4月 - 昭和メンテサービス株式会社（現・昭和ネオス、連結子会社）営業開始。
- 1999年4月 - 札幌工場を独立し、北海道昭和鉄工株式会社営業開始。
- 1999年4月 - 物流部門を独立し、昭和トータルサービス株式会社（現・連結子会社）営業開始。
- 1999年4月 - 朝日テック株式会社（現・持分法適用関連会社）営業開始。
- 2009年1月 - 北海道昭和鉄工株式会社を吸収合併。
- 2017年11月 - 本社を現在地に移転。
- 2019年1月 - 「リタンエアデシカント外気処理機 ラデック　HCDRシリーズ」が省エネ大賞経済産業大臣賞を受賞。

## 関連会社
- 昭和ネオス株式会社
- 昭和トータルサービス株式会社
- 大連氷山空調設備有限公司 - 中国